# T'Nia Miller
T'Nia Miller es una actriz británica, reconocida principalmente por su aparición en las series Witless (2016–2018), Years and Years (2019), Free Rein (2019) y The Haunting of Bly Manor (2020).

## Carrera
Miller hizo su debut profesional en 2007 al aparecer en tres episodios de la serie dramática Dubplate Drama en el papel de Nadine. Acto seguido participó en las series The Bill y Holby City, antes de realizar su primer protagónico como J.J. en la película de 2012 Stud Life. Luego de registrar pequeñas apariciones en las series británicas Babylon, Banana, Cucumber, Doctor Who, Guilt y Born to Kill, Miller protagonizó el seriado de la cadena BBC Three Witless entre 2016 y 2018.
En junio de 2017 apareció en un episodio de Doctors como Bev Lomax. Dos años después fue incluida en el reparto del seriado Years and Years como Celeste Bisme-Lyons. En 2019 apareció en la serie de Netflix Free Rein y un año después regresó a la plataforma con actuaciones en los seriados Sex Education y The Haunting of Bly Manor.

## Filmografía

### Cine y televisión
| Año       | Título                         | Papel                | Notas            |
| --------- | ------------------------------ | -------------------- | ---------------- |
| 2007      | Dubplate Drama                 | Nadine               | 3 episodios      |
| 2007      | The Bill                       | Wakeford             | 1 episodio       |
| 2007      | True to Form                   | DS Morgan            | Cortometraje     |
| 2008      | The Disappeared                | Doctora              | Largometraje     |
| 2009      | Deadside                       | Malika Mason         | Cortometraje     |
| 2011      | Holby City                     | Fran Connolly        | 1 episodio       |
| 2012      | Stud Life                      | JJ                   | Largometraje     |
| 2014      | Babylon                        | Madre                | 1 episodio       |
| 2015      | Banana                         | Kay                  | 1 episodio       |
| 2015      | Cucumber                       | Kay                  | 2 episodes       |
| 2015      | Doctor Who                     | General              | 1 episodio       |
| 2016–2018 | Witless                        | DC Wilton            | Papel principal  |
| 2016–2018 | Marcella                       | Aleesha              | Papel recurrente |
| 2016      | Guilt                          | Helen Harris         | 3 episodios      |
| 2017      | Death in Paradise              | Judith Dawson        | 1 episodio       |
| 2017      | Born to Kill                   | Lisa                 | Papel recurrente |
| 2017      | Doctors                        | Bev Lomax            | 1 episodio       |
| 2018      | Silent Witness                 | DI Gibbs             | 2 episodios      |
| 2018      | Obey                           | Chelsea              | Largometraje     |
| 2018      | Dark Heart                     | Gail Watkins         | 1 episodio       |
| 2019      | Hatton Garden                  | Laura McIntyre       | 2 episodios      |
| 2019      | Years and Years                | Celeste Bisme-Lyons  | Papel principal  |
| 2019      | Free Rein                      | Claire Wright        | Papel recurrente |
| 2019      | Nine Nights                    | Sylvie Johnson       | Largometraje     |
| 2019      | The Feed                       | Charlie Morris       | Papel recurrente |
| 2020      | Sex Education                  | Maxine Tarrington    | 2 episodios      |
| 2020      | The Haunting of Bly Manor      | Hannah Grose         | Papel principal  |
| 2021      | La Fortuna                     | Susan McLean         | 6 episodios      |
| 2021      | Fundación                      | Zephyr Halima Ifa    | 3 episodios      |
| 2022      | The Peripheral                 | Cherise Nuland       | 8 episodios      |
| 2023      | The fall of the House of Usher | Victorine LaFourcade | Papel recurrente |